# Kowale (sielsowiet Świsłocz)
Kowale (biał. Кавалі, Kawali; ros. Ковали, Kowali) – wieś na Białorusi, w obwodzie grodzieńskim, w rejonie świsłockim, w sielsowiecie Świsłocz, nad Świsłoczą i przy drodze republikańskiej R98.
Współcześnie wieś obejmuje także dawną osadę Wróblewszczyzna i folwark Zasady.

## Historia
W XIX i w początkach XX w. położone były w Rosji, w guberni grodzieńskiej, w powiecie wołkowyskim, w gminie Świsłocz.
W dwudziestoleciu międzywojennym leżały w Polsce, w województwie białostockim, w powiecie wołkowyskim, w gminie Świsłocz. Demografia w 1921 przedstawiała się następująco:
|                       | Liczba mieszkańców | Budynki | Narodowość  | Narodowość        | Wyznanie    | Wyznanie |
| Polacy                | Liczba mieszkańców | Budynki | Białorusini | rzymskokatolickie | prawosławne |          |
| --------------------- | ------------------ | ------- | ----------- | ----------------- | ----------- | -------- |
| wieś Kowale           | 54                 | 8       | 4           | 50                | 2           | 52       |
| osada Wróblewszczyzna | 7                  | 2       | 5           | 2                 | 5           | 2        |
| folwark Zasady        | 10                 | 1       | –           | 10                | –           | 10       |

Po II wojnie światowej w granicach Związku Sowieckiego. Od 1991 w niepodległej Białorusi.